# تپه محمد لیلی
تپه محمد لیلی مربوط به سده‌های میانه دوران‌های تاریخی پس از اسلام است و در شهرستان ملایر، بخش مرکزی، دهستان حرم رودعلیا، روستای مهرآباد واقع شده و این اثر در تاریخ ۷ اسفند ۱۳۸۶ با شمارهٔ ثبت ۲۱۶۳۷ به‌عنوان یکی از آثار ملی ایران به ثبت رسیده است.